# Vlag van Koudekerke

Vlag van Koudekerke
(onofficieel tot 1966)

De vlag van Koudekerke is nooit officieel vastgesteld als officiële gemeentelijke vlag van de Zeeuwse gemeente Koudekerke, maar werd wel als zodanig gebruikt. De beschrijving luidt: 
Blauw, met op de helft van de vlaghoogte een golvende baan van wit, rood en wit, alles met een hoogteverhouding 3:1:1:1:3, met over het geheel in het midden het gemeentewapen.
Het ontwerp van de vlag is te herleiden naar de Zeeuwse en Nederlandse vlag.
Tot 1 juli 1966 vormde Koudekerke een zelfstandige gemeente, toen ging het dorp op in de nieuwe gemeente Valkenisse en kwam de gemeentevlag te vervallen. Op 1 januari 1997 werd de gemeente Valkenisse opgeheven, sindsdien maakt Koudekerke deel uit van de gemeente Veere.

## Verwante afbeelding

Het wapen van Koudekerke

Aardenburg 
· Arnemuiden 
· Axel 
· Baarland 
· Biervliet 
· Biggekerke 
· Borssele 
· Breskens 
· Brouwershaven 
· Bruinisse 
· Burgh 
· Domburg 
· Dreischor 
· Driewegen 
· Duiveland 
· Ellewoutsdijk 
· 's-Gravenpolder 
· Groede 
· Haamstede 
· 's-Heer Abtskerke 
· 's-Heer Arendskerke 
· Hoedekenskerke 
· Hontenisse 
· IJzendijke 
· Kloetinge 
· Kortgene 
· Koudekerke 
· Krabbendijke 
· Kruiningen 
· Mariekerke 
· Meliskerke 
· Middenschouwen 
· Nieuw- en Sint Joosland 
· Nisse 
· Noordgouwe 
· Oostburg 
· Oostkapelle 
· Oud-Vossemeer 
· Oudelande 
· Ovezande 
· Poortvliet 
· Retranchement 
· Rilland-Bath 
· Ritthem 
· Sas van Gent 
· Scherpenisse 
· Schoondijke 
· Sint-Annaland 
· Sint Jansteen 
· Sint-Maartensdijk 
· Sint Philipsland 
· Sluis 
· Sluis-Aardenburg 
· Stavenisse 
· Valkenisse 
· Vogelwaarde 
· Waarde 
· Waterlandkerkje 
· Wemeldinge 
· Westdorpe 
· Westerschouwen 
· Westkapelle 
· Wissenkerke 
· Wolphaartsdijk 
· Zaamslag 
· Zierikzee 
· Zuiddorpe 
· Zuidzande